# Scleropogon floridensis
Scleropogon floridensis là một loài ruồi trong họ Asilidae. Scleropogon floridensis được Bromley miêu tả năm 1951. Loài này phân bố ở vùng Tân Bắc giới.